# Comuna de Dragacz
Dragacz (polaco: Gmina Dragacz) é uma gminy (comuna) na Polónia, na voivodia de Cujávia-Pomerânia e no condado de Świecki. A sede do condado é a cidade de Dragacz.
De acordo com os censos de 2005, a comuna tem 6990 habitantes, com uma densidade 62,9 hab/km².

## Área
Estende-se por uma área de 111,14 km², incluindo:
- área agricola: 51%
- área florestal: 27%

## Demografia
Dados de 30 de Junho 2004:
|                      | Total   | Total | Mulheres | Mulheres | Homens  | Homens |
| -------------------- | ------- | ----- | -------- | -------- | ------- | ------ |
|                      | pessoas | %     | pessoas  | %        | pessoas | %      |
| População            | 7023    | 100   | 3526     | 50,2     | 3497    | 49,8   |
| Densidade (pop./km²) | 63,2    | 100   | 31,7     | 31,7     | 31,5    | 31,5   |

De acordo com dados de 2005, o rendimento médio per capita ascendia a 1897,77 zł.

## Comunas vizinhas
- Chełmno, Grudziądz, Grudziądz, Jeżewo, Nowe, Świecie, Warlubie